# Championnat de France de rugby à XV 1913-1914
Navigation
1912-1913 1919-1920

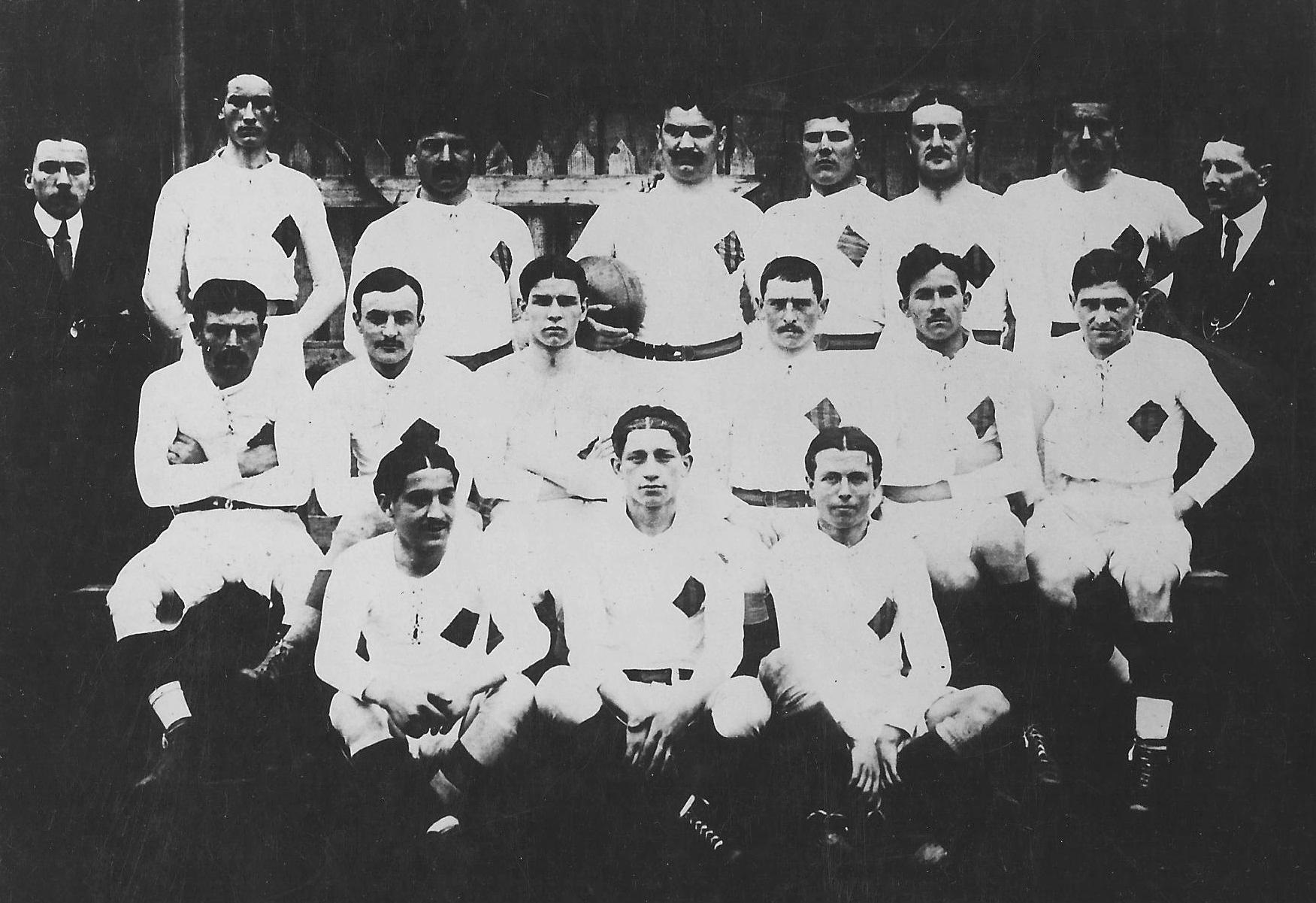
Seconde équipe de l'AS Perpignan en 1914, dont Bailles, Tocabens, Desclos, Lloansi (Joseph et François), Delclos, Miquel, Marty, Maydat.

Le championnat de France de rugby 1913-1914 met aux prises les équipes ayant remporté les championnats régionaux de l'USFSA entre octobre 1913 et février 1914.
Les champions régionaux s'affrontent lors d'un premier tour afin de se qualifier pour une phase de 2 poules finales (Poule A et B). Le vainqueur de chaque poule s'affrontent en finale.
Cependant, si la poule B voit le Stadoceste tarbais en finale, c'est une égalité entre l'AS Perpignan, l'Aviron bayonnais (tenant du titre) et le Stade toulousain qui retarde la finale.
Enfin, la finale du championnat se déroule le 3 mai 1914, au stade des Ponts-Jumeaux de Toulouse, qui voit l'AS Perpignan championne de France en battant le Stadoceste tarbais par un score de 8 à 7.

## Premier tour
Les champions régionaux qualifiés pour le premier tour du championnat de France sont:
- Aviron bayonnais, tenant du titre, champion de la Côte basque.
- Association sportive perpignanaise, champion du Languedoc.
- Club athlétique périgourdin, champion du Périgord et Agenais.
- Football Club de Grenoble, champion des Alpes.
- Football Club de Lyon, champion Lyonnais.
- Le Havre Athlétique Club, champion de Haute-Normandie.
- Racing Club chalonnais, champion de Bourgogne et Franche-Comté.
- Racing Club compiégnois, champion de Picardie.
- Racing Club de France, champion de Paris.
- Rugby club toulonnais, champion du Littoral.
- Stade bordelais université club, champion de la Côte d'Argent.
- Stade nantais, champion de l'Atlantique.
- Stade rochelais, champion des Charentes.
- Stadoceste tarbais, champion de l'Armagnac et Bigorre.
- Stade toulousain, champion des Pyrénées.
- Section athlétique de Limoges, champion du Limousin.
- US du Mans, champion de Beauce et Maine.

| Date            | Club (domicile)        | Score | Club (extérieur) | Lieu                     |
| --------------- | ---------------------- | ----- | ---------------- | ------------------------ |
| 16 février 1914 | Racing Club chalonnais | 8 - 5 | US du Mans       | Stade du Matin, Colombes |

| Date            | Club (domicile)               | Score  | Club (extérieur)        | Lieu                                     |
| --------------- | ----------------------------- | ------ | ----------------------- | ---------------------------------------- |
| 22 février 1914 | Racing Club de France         | 8 - 0  | Racing Club chalonnais  | Châlon-sur-Saône                         |
| 22 février 1914 | Le Havre AC                   | 13 - 3 | Stade Nantais           | Vélodrome du parc des Princes, Paris     |
| 22 février 1914 | Aviron bayonnais              | 28 - 0 | Stade rochelais         | Stade du Hardoy, Anglet                  |
| 22 février 1914 | Section athlétique de Limoges | 0 - 14 | Stade toulousain        | Limoges                                  |
| 22 février 1914 | Stade bordelais UC            | 23 - 0 | Racing Club compiégnois | Terrain de la route du Médoc, Le Bouscat |
| 22 février 1914 | AS Perpignan                  | 25 - 0 | Rugby club toulonnais   | Stade de la route de Thuir, Perpignan    |
| 22 février 1914 | CA Périgueux                  | 0 - 3  | Stadoceste tarbais      | Périgueux                                |
| 1er mars 1914   | FC Lyon                       | 3 - 10 | FC Grenoble             | Stade de la Plaine, Lyon                 |

## Deuxième tour
Les 8 équipes qualifiées sont placées dans deux groupes de quatre, dont les premiers sont qualifiés pour la finale :
| Poule A            | Poule B               |
| ------------------ | --------------------- |
| AS Perpignan       | FC Grenoble           |
| Aviron bayonnais T | Racing Club de France |
| Le Havre AC        | Stade bordelais UC    |
| Stade toulousain   | Stadoceste tarbais    |

### Poule A
| Date         | Équipe (domicile) | Score  | Équipe (extérieure) | Lieu                                  |
| ------------ | ----------------- | ------ | ------------------- | ------------------------------------- |
| 8 mars 1914  | Stade toulousain  | 19 - 5 | Le Havre AC         | Stade des Ponts-Jumeaux, Toulouse     |
| 8 mars 1914  | Aviron bayonnais  | 15 - 8 | AS Perpignan        | Stade du Hardoy, Anglet               |
| 15 mars 1914 | Stade toulousain  | 5 - 3  | Aviron bayonnais    | Stade des Ponts-Jumeaux, Toulouse     |
| 15 mars 1914 | Le Havre AC       | 5 - 27 | AS Perpignan        | Stade du Matin, Colombes              |
| 23 mars 1914 | Le Havre AC       | 0 - 40 | Aviron bayonnais    | Le Havre                              |
| 23 mars 1914 | AS Perpignan      | 13 - 0 | Stade toulousain    | Stade de la route de Thuir, Perpignan |

| Équipes          | Journée | V | N | D | PI | PC | Pts. |
| ---------------- | ------- | - | - | - | -- | -- | ---- |
| Aviron bayonnais | 3       | 2 | 0 | 1 | 58 | 16 | 7    |
| AS Perpignan     | 3       | 2 | 0 | 1 | 38 | 20 | 7    |
| Stade toulousain | 3       | 2 | 0 | 1 | 24 | 21 | 7    |
| Le Havre AC      | 3       | 0 | 0 | 3 | 10 | 86 | 3    |

Une égalité à trois persistant, une nouvelle partie entre Perpignan et Bayonne est tirée au sort, le vainqueur affrontant Toulouse pour la place en finale.

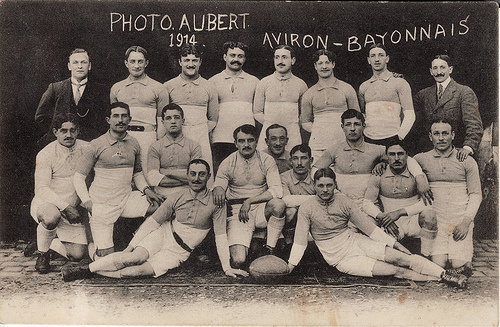
L'Aviron bayonnais en 1914.

La commission centrale de football rugby de l'USFSA procède le 23 février 1914 au tirage au sort des matchs supplémentaires. Le sort favorise les Toulousains qui sont exempts.
Les matchs prévus sont les suivants :
- 29 mars : Association sportive perpignanaise contre Aviron bayonnais à Perpignan. Arbitre : M. Donnadieu.
- 5 avril : Stade toulousain contre le gagnant du match du 29 mars, sur le terrain du gagnant de ce dernier match[3]».

Mais le match du 29 mars se solda par un match nul, après une double prolongation (deux fois dix minutes supplémentaires). Il doit être rejoué le 5 avril, et les Catalans l’emportèrent enfin 3-0 sur un essai de leur centre Félix Barbe.
Le 19 avril, Perpignan écarte Toulouse sur son terrain 6-0 et se qualifia pour la finale.
| Date          | Équipe (domicile) | Score | Équipe (extérieure) | Lieu                                  |
| ------------- | ----------------- | ----- | ------------------- | ------------------------------------- |
| 29 mars 1914  | AS Perpignan      | 6 - 6 | Aviron bayonnais    | Stade de la route de Thuir, Perpignan |
| 5 avril 1914  | Aviron bayonnais  | 0 - 3 | AS Perpignan        | Stade du Hardoy, Anglet               |
| 19 avril 1914 | AS Perpignan      | 6 - 0 | Stade toulousain    | Stade de la route de Thuir, Perpignan |

### Poule B
| Date         | Équipe (domicile)     | Score  | Équipe (extérieure)   | Lieu                                     |
| ------------ | --------------------- | ------ | --------------------- | ---------------------------------------- |
| 8 mars 1914  | Racing Club de France | 24 - 3 | FC Grenoble           | Stade du Matin, Colombes                 |
| 8 mars 1914  | Stadoceste tarbais    | 3 - 0  | Stade bordelais UC    | Parc des sports de Sarouilles, Séméac    |
| 15 mars 1914 | Stadoceste tarbais    | 15 - 0 | FC Grenoble           | Parc des sports de Sarouilles, Séméac    |
| 15 mars 1914 | Stade bordelais UC    | 8 - 5  | Racing Club de France | Terrain de la route du Médoc, Le Bouscat |
| 23 mars 1914 | Racing Club de France | 0 - 3  | Stadoceste tarbais    | Stade du Matin, Colombes                 |
| 23 mars 1914 | FC Grenoble           | 5 - 12 | Stade bordelais UC    | Parc des sports Lesdiguières, Grenoble   |

| Équipes               | Journée | V | N | D | PI | PC | Pts. |
| --------------------- | ------- | - | - | - | -- | -- | ---- |
| Stadoceste tarbais    | 3       | 3 | 0 | 0 | 21 | 0  | 9    |
| Stade bordelais UC    | 3       | 2 | 0 | 1 | 20 | 19 | 7    |
| Racing Club de France | 3       | 1 | 0 | 2 | 30 | 13 | 5    |
| FC Grenoble           | 3       | 0 | 0 | 3 | 8  | 51 | 3    |

## Finale
| Équipes            | AS Perpignan - Stadoceste tarbais |
| Score              | 8-7 (0-0) |
| Date               | 3 mai 1914 |
| Stade              | Stade des Ponts Jumeaux à Toulouse |
| Arbitre            | Charles Gondouin |
| Les équipes        | |
| AS Perpignan       | Joseph Couffé, Joseph Amilhat, Max Courregé, Félix Barbe, Paul Serre, Aimé Giral, François Fournié, Georges Lacarra, Jean Roques, Joseph Lyda, Maurice Gravas, François Naute, Edouard Joué, Raymond Schuller, André Cutzach                        |
| Stadoceste tarbais | Jean Caujolle, Albert Cazajous, Amédée Gardex, Jean Sentilles, Robert Lacoste, Jean Pourtau, Guillaume Laterrade, Roger Lavigne, Albert Vogt, Paul Gallay, Maurice Labeyrie, Emile Mousseigne, Jean-Marcellin Lastegaray, Félix Faure, René Duffour |
| Points marqués     | |
| AS Perpignan       | 2 essais par Lyda et Courragé 1 transformation de Giral |
| Stadoceste tarbais | 1 essai de Lastegaray 1 drop de Gardex |

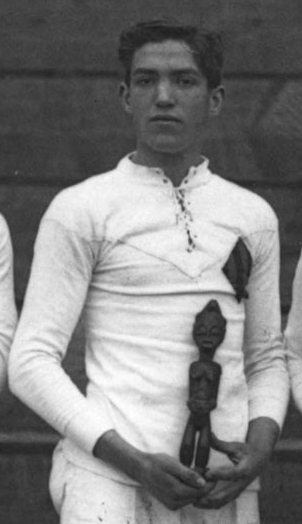
Aimé Giral, auteur de la transformation décisive.

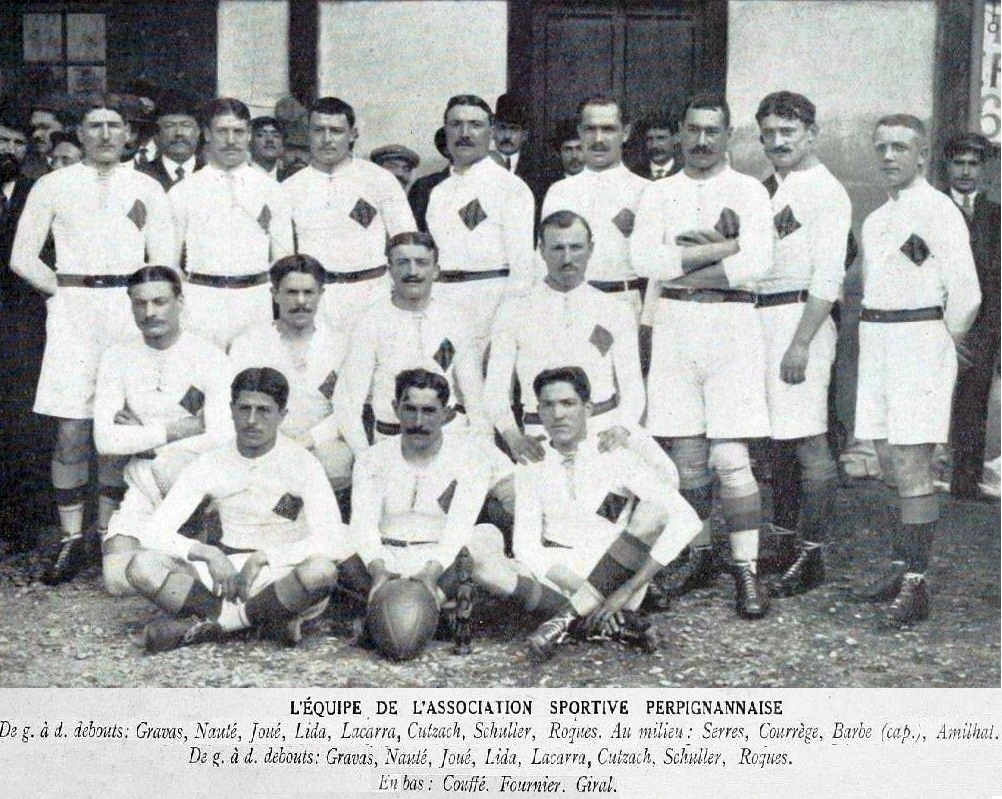
L'équipe de Perpignan, en finale du championnat de France de rugby 1914.

Le Stadoceste termine la rencontre à 13 après l'expulsion du talonneur Fauré et la sortie de son capitaine Duffour, côté fracturée. Malgré ce handicap, Tarbes mène 7-0 avant de se faire irrémédiablement remonter et s'incline sur une dernière transformation passée par Aimé Giral, qui mourra au front peu de temps après et donnera son nom au stade de Perpignan.

## Autres compétitions
En finale du championnat de France des équipes réserves, le Stade bordelais a battu l'AS Perpignan 6 à 0.
En finale du championnat de France de 2e série, le Saint-Girons sporting club bat le CASG Paris 8 à 7.